# Maria Kulle
Maria Kulle (Konga, 26 april 1960) is een Zweedse actrice.

## Biografie
Kulle werd geboren in Konga als dochter van Jarl Kulle. Het acteren leerde zij van 1985 tot en met 1988 aan de theaterschool in Malmö, hierna begon zij met acteren in lokale theaters in Malmö, Stockholm en Helsingborg.
Kulle begon in 1984 met acteren in de televisieserie Svenska brott, waarna zij nog meerdere rollen speelde in televisieseries en films. In 2005 won Kulle een Guldbagge Award voor haar rol in de film Fyra nyanser av brunt in de categorie Beste Actrice.
Kulle was getrouwd met acteur Lars-Erik Berenett met wie zij een kind heeft.

## Filmografie

### Films
- 2018 Ted - För kärlekens skull - als Margit
- 2016 Jag älskar dig - En skilsmässokomedi - als Lärare
- 2014 Vadelmavenepakolainen - als bazin
- 2013 Inte flera mord - als Margit Holt
- 2012 Prime Time - als Karin Bellhorn
- 2012 Hinsehäxan - als Signe
- 2008 Maria Larssons eviga ögonblick - als tante Anna
- 2007 Allt om min buske - als Lily
- 2005 Den utvalde - als Jessica
- 2005 Kim Novak badade aldrig i Genesarets sjö - als Ellen Wassberg
- 2005 Landins - als Anna
- 2004 Fyra nyanser av brunt - als Anna
- 2001 Sprängaren - als kinderjuffrouw
- 1998 Den tatuerade änkan - als Lillemor Hershagen
- 1990 Sangen om kirsebærtid - als ??
- 1989 Fallgropen - als Pix
- 1985 Till minnet av Mari - als ??

### Televisieseries
Uitgezonderd eenmalige gastrollen.
- 2018 Sthlm Rekviem - als Kajsa Lindgren - 2 afl.
- 2018 Maria Wern - als rector - 2 afl.
- 2015-2018 The Bridge - als Linn Björkmann - 13 afl.
- 2013-2017 Fröken Frimans krig - als Emmy Sjunnesson - 12 afl.
- 2011 Bibliotekstjuven - als Karin - 3 afl.
- 2010 Kommissarie Winter - als Jonas mamma - 2 afl.
- 2007 Gynekologen i Askim - als Kristina - 3 afl.

- Gemeinsame Normdatei: 1062095421
- International Standard Name Identifier: 0000 0001 3190 9426
- Library of Congress Control Number: no2017121094
- Virtual International Authority File: 311686607
- WorldCat: E39PBJvxwPMTY3mcK4gwjmFtKd